# اوونژ
اوونژ (به لهستانی:  Ułęż) یک روستا در لهستان است که در گمینا اوونژ واقع شده‌است. اوونژ ۶۷۷ نفر جمعیت دارد.